# Laserové svařování

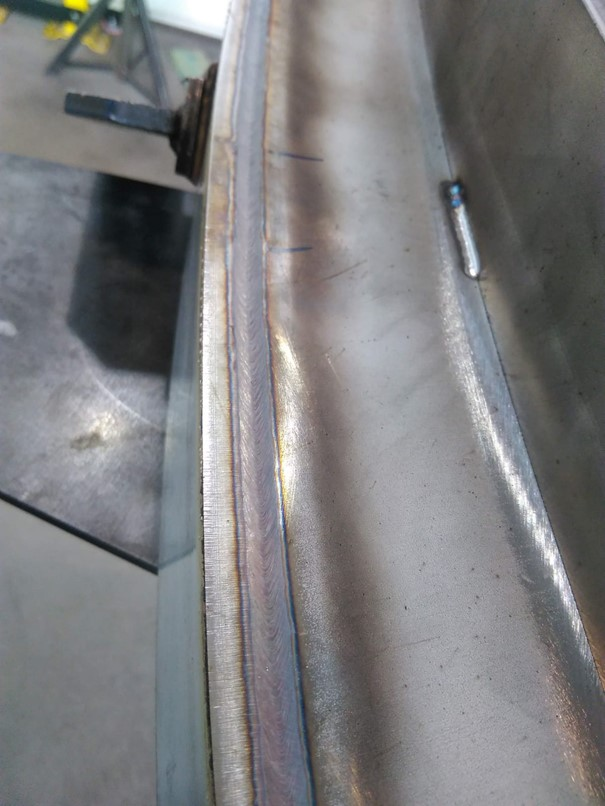
Laserové svařování

Laserové svařování (laser welding) je technologie, kterou je možné dosáhnout nerozebíratelného spojení součástí. Laserové svařování patří mezi tavné svařování, kde se k natavení materiálu používá laser. Touto metodou lze svařovat kovové i nekovové materiály. Laserové svařování je svařování bez přídavného materiálu, s tavným práškem, nebo drátem. Tato metoda svařování může být provedena v atmosférických podmínkách, ale i v ochranné atmosféře.

## Princip metody

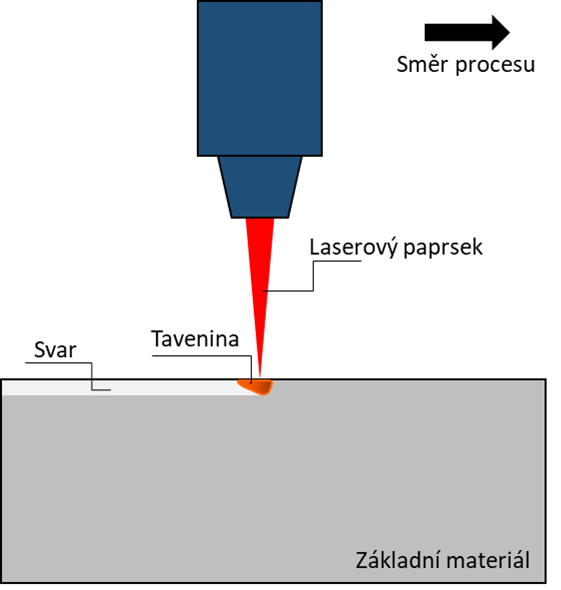
Princip kondukčního svařování

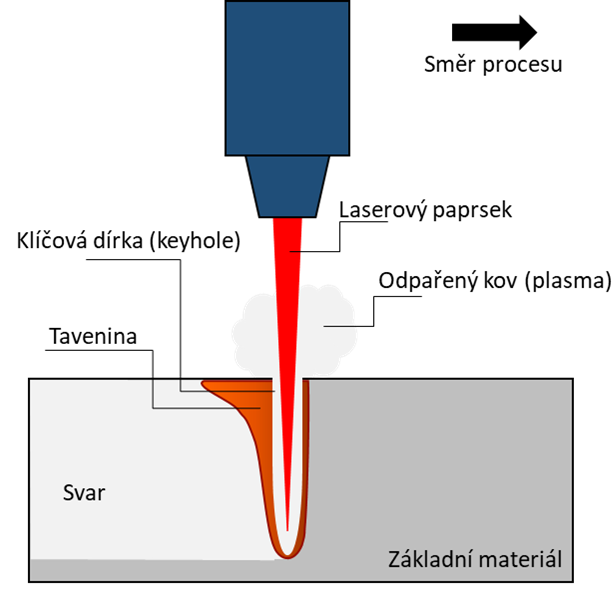
Princip hlubokého svařování

Princip laserového svařování je roztavení materiálů, jejich promíchání v tavné lázni a následným ztuhnutím se vytvoří svar. Dobře svařitelné materiály jsou do 0,22 % C. Svařovat lze konstrukční oceli, korozivzdorné oceli, hliník a jeho slitiny, měď a titan. Oceli s obsahem uhlíku nad 0,5 % nejsou doporučovány ke svařování.

### Kondukční svařování
Kondukčním svařováním neboli svařováním vedením tepla se nataví plechy podél požadovaného spoje, tavenina se promíchá a následným ochlazením se vytvoří svar. Nevzniká velká tepelně ovlivněná oblast. Vytvořené svary jsou hladké a bez pórů, a proto není potřeba další úpravy. Tato metoda se hlavně používá pro svařování tenkostěnných plechů. Hloubka svaru se pohybuje maximálně do 1 mm. Hloubka svaru je omezena tepelnou vodivostí materiálu. Pokud není teplo dostatečně rychle odváděno, dojde ke zvýšení teploty obrábění nad odpařovací teplotu materiálu, kov se začne odpařovat a hloubka svaru bude mnohonásobně větší. Tento proces je nazýván hluboké svařování.

### Hluboké svařování (keyhole)
Hluboké svařování neboli svařování klíčovou dírkou je zpracování materiálu s velmi vysokým výkonem (1 MW) a s velmi vysokou intenzitou paprsku. Vytváří se kovová pára spolu s kovovou taveninou. Kovová tavenina je vytlačována párou ven a vytváří se kapilára (klíčová dírka). Tímto způsobem je vytvořen úzký, hluboký svar. Účinnost laserového zpracování stoupá s absorpcí laserového paprsku v tavenině. S použitím CO2 laserů vzniká plazma (ionizované laserové světlo), které také napomáhá k vyšší účinnosti a rychlosti zpracování materiálu. Z důvodu vysoké rychlosti jsou tepelné ovlivnění materiálu a deformace malé. Tato metoda je použita tam, kde je požadována velká hloubka svaru až 25 mm. Hloubka svaru může být až desetkrát větší než šířka svaru.

## Aplikace laserového svařování
Laserové svařování se používá jak pro kusovou, tak i pro velkosériovou výrobu z důvodu vysokých svařovacích rychlostí, přesného, kvalitního svaru bez trhlin, nečistot a pórů. Laserové robotické svařování je využíváno ve výrobě, kde je zaručena vysoká opakovatelnost. Konvenční metody svařování jsou často nahrazeny laserovým svařováním.
Pomocí laseru lze svařovat kovové materiály (běžně svařitelné nízkolegované a austenitické nerez oceli), hliníkové slitiny, hořčíkové slitiny, titanové slitiny, měděné slitiny, niklové slitiny, konvenčně obtížně svařitelné heterogenní spoje těchto slitin a také plasty a kompozity.
Pro laserové svařování se nejčastěji používají vláknové a diodové lasery.

### Legislativní požadavky
Doporučení vztahující se na laserové svařování jsou uvedeny v normách:
- ČSN EN 1011-6 Svařování – Doporučení pro svařování kovových materiálů – Část 6: Laserové svařování
- ČSN EN ISO 6520-1 - Svařování a příbuzné procesy - Klasifikace geometrických vad kovových materiálů - Část 1: Tavné svařování
- ČSN EN ISO 12932 - Svařování - Hybridní laserové svařování ocelí, niklu a miklových slitin - Určování stupňů kvality
- ČSN EN ISO 13919-1 - Svarové spoje zhotovené elektronovým a laserovým svařováním - Požadavky a doporučení pro určování stupňů jakosti - Část 1: Ocel, nikl, titan a jejich slitiny
- ČSN EN ISO 13919-2 - Svařování - Svarové spoje zhotovené elektronovým a laserovým svařováním - Směrnice pro určování stupňů jakosti - Část 2: Hliník a jeho svařitelné slitiny
- ČSN EN ISO 15609-4 - Stanovení a kvalifikace postupů svařování kovových materiálů - Stanovení postupu svařování - Část 4: Laserové svařování
- ČSN EN ISO 15609-6 - Stanovení a kvalifikace postupů svařování kovových materiálů - Stanovení postupů svařování - Část 6: Laserové hybridní svařování
- ČSN EN ISO 15613 - Stanovení a kvalifikace postupů svařování kovových materiálů - Kvalifikace na základě předvýrobní zkoušky svařování
- ČSN EN ISO 15614-11 - Stanovení a kvalifikace postupů svařování kovových materiálů - Zkouška postupu svařování - Část 11: Elektronové a laserové svařování
- ČSN EN ISO 15614-14 - Stanovení a kvalifikace postupů svařování kovových materiálů - Zkouška postupu svařování - Část 14: Laserové hybridní svařování oceli, niklu a slitin niklu
- ČSN EN ISO 17658 - Svařování - Vady při řezání kyslíkem, laserem a plasmou - Terminologie

## Výhody laserového svařování
- Vysoké rychlosti zpracování materiálu při zachování předepsané kvality
- Optimální technologie pro automatizaci
- Možnost svařování konvenčně nesvařitelných materiálů
- Malé vnesené teplo a deformace svařovaných součástí
- Svařování bez přídavného materiálu
- Bezkontaktní proces

## Galerie

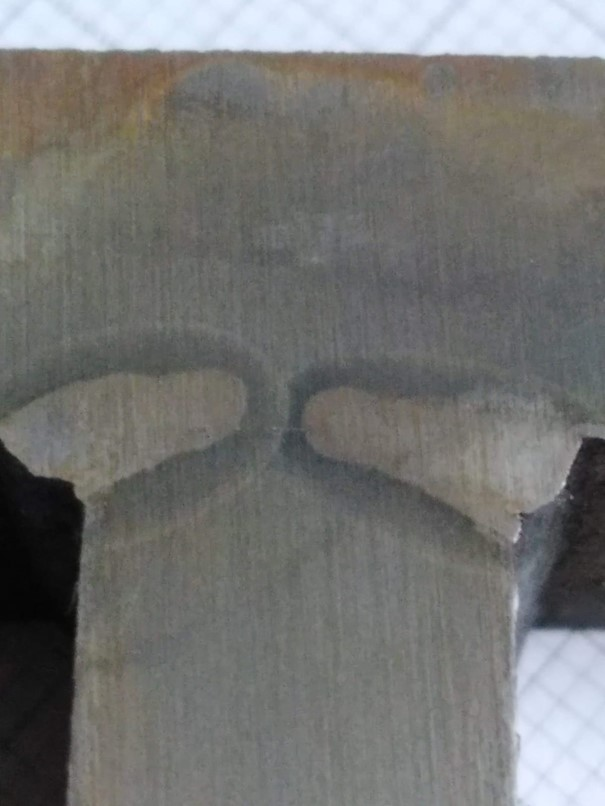
Naleptaný svar pro kontrolu hloubky svaru
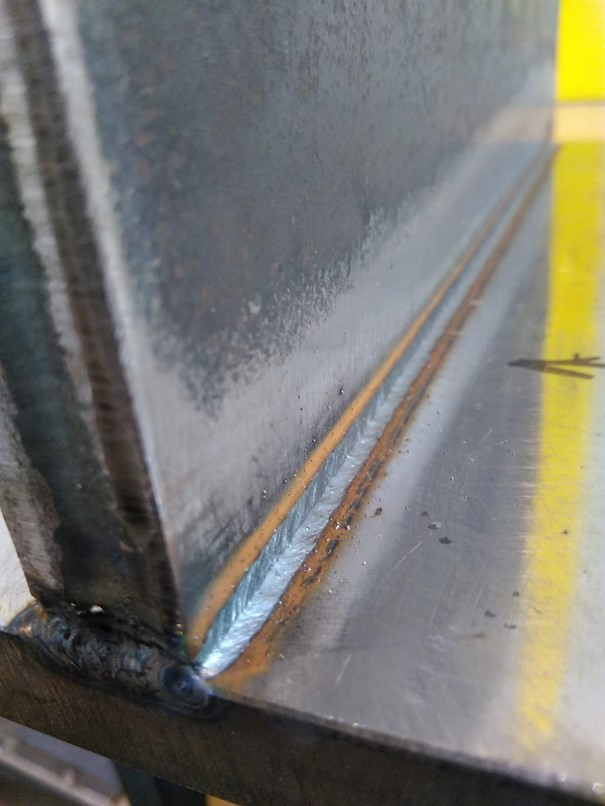
Koutový svar
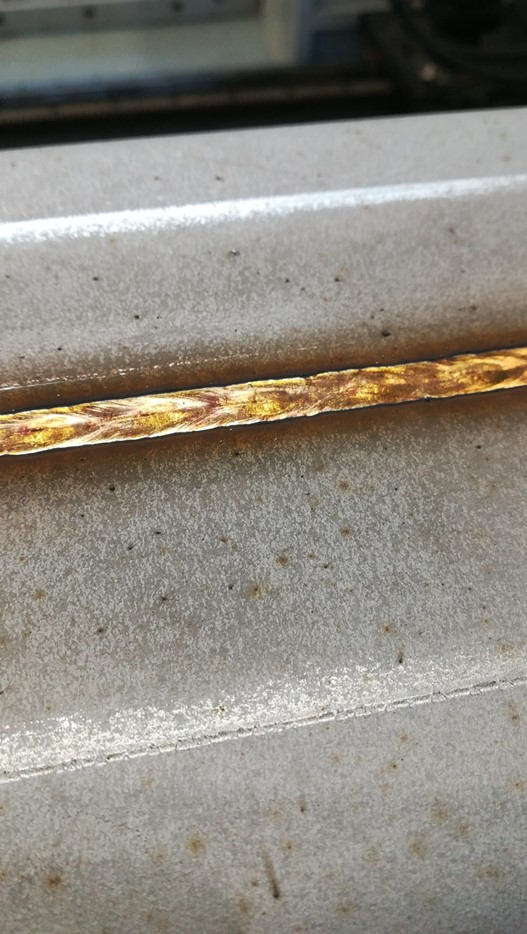
Detail svaru
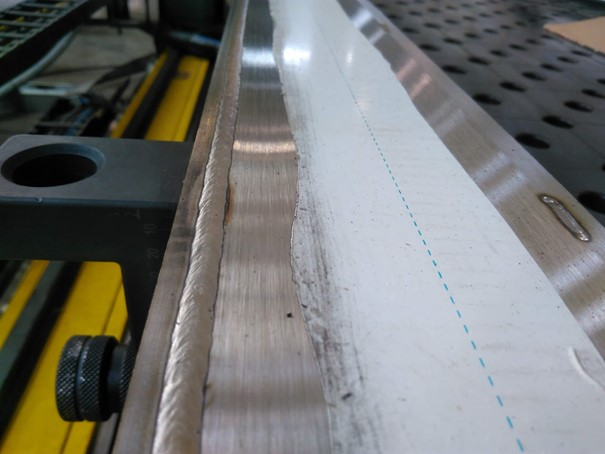
Laserové svařování nekonečného profilu